# Friederike von Nassau-Usingen
Karoline Friederike von Nassau-Usingen (* 30. August 1777; † 28. August 1828) war eine deutsche Prinzessin und durch Heirat Fürstin von Anhalt-Köthen.

## Leben

### Herkunft und Familie
Friederike wurde als Tochter des Herzogs Friedrich August von Nassau-Usingen (1738–1816) und dessen Gemahlin Luise von Waldeck (1751–1817) geboren und wuchs mit vier Schwestern und zwei Brüdern auf.
Am 9. Februar 1792 heiratete sie den Fürsten August Christian von Anhalt-Köthen. Die Ehe blieb kinderlos und wurde 1803 aus Krankheitsgründen geschieden. 
1806 wurde August Christian die Herzogswürde verliehen. Er ging keine neue Ehe ein und bei seinem Tod 1812 gingen Herrschaft und Titel auf seinen minderjährigen Neffen Ludwig August Friedrich Emil über, den Sohn seines vor ihm verstorbenen Bruders Ludwig. Sie ist in der Familiengruft in der Usinger Laurentiuskirche bestattet.